# Chiesa di San Lorenzo alle Rose
La chiesa di San Lorenzo alle Rose è situata nel comune di Impruneta, nella frazione di Tavarnuzze.

## Storia
La prima testimonianza scritta riferibile a quest'edificio è contenuta in un documento dell'11 febbraio 1120 da cui risulta che fosse di patronato dell'ordine Camaldolese. Successivamente venne concessa alla pieve di Impruneta con una bolla di papa Adriano IV del 1156.
Nel 1260 il suo rettore si impegna a pagare solo 3 staia di grano per il mantenimento dell'esercito fiorentino, una tassazione così esigua potrebbe far pensare che le condizioni economiche della chiesa fossero disagiate ma non è così. Nonostante che il suo territorio fosse stato pesantemente danneggiato dai ghibellini in seguito alla battaglia di Montaperti, nel 1277 non venne esentata dal pagamento della decima ammontante a 4 lire e 6 soldi; alla fine del XIII secolo la chiesa venne nuovamente confermata quale dipendenza della pieve imprunetina ma il suo imponibile scese a 3 lire annuali.
Dal 1323 la chiesa era anche la sede per le riunioni dei capifamiglia della zona ma nonostante ciò il patronato non spettava ad essi ma era diviso tra il pievano dell'Impruneta, l'abate di Camaldoli e la famiglia de' Rossi e furono proprio questi patroni che elessero comunemente nel 1324 il nuovo rettore nella persona di prete Benuccio di Baccuccio, il quale durante il suo governo intraprese una prima ricostruzione dell'edificio.
Nei secoli successivi il patronato passò alla famiglia Gherardini, i quali nel 1757 finanziarono il completo rifacimento in stile barocco della chiesa, e, a ricordo, tale data venne scolpita nel portale.
Pesantemente danneggiata durante la seconda guerra mondiale, è stata successivamente  restaurata, ma le funzioni religiose sono state assicurate da don Augusto Poli, parroco della parrocchia dal 1933 al 1996.
Successivamente la parrocchia è stata affidata ai frati mercedari che l'hanno tenuta fino al 2004.
Dal 2004 al 2008 si sono avvicendati diversi sacerdoti che sono stati parroci per brevi periodi. Attualmente la parrocchia è affidata a don Raffaele Palmisano.

## Descrizione

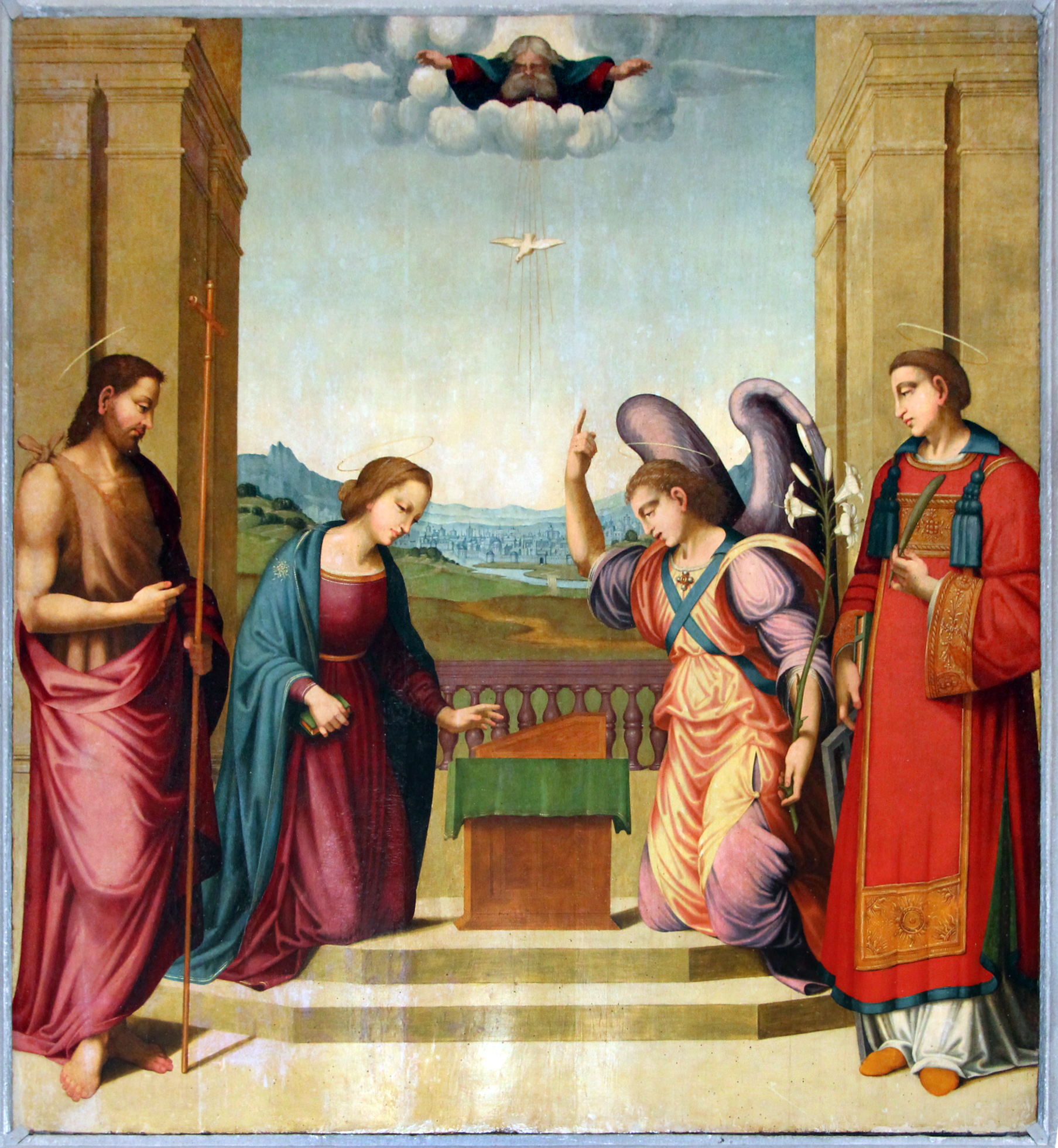
La pala del Maestro di Serumido

Presenta una semplice facciata a capanna preceduta da un portico su colonne toscane
L'interno, ad unica navata è a pianta rettangolare, appare nella veste datole dopo i restauri del XVI secolo. In quell'occasione furono realizzate aggiunte e rifacimenti, infatti sono stati innalzati gli altari laterali e un altare in pietra ha sostituito quello in legno.
Dietro l'altare maggiore è custodita una Annunciazione attribuita al Maestro di Serumido, artista fiorentino del primo cinquecento.
Sull'altare laterale di destra è posto un dipinto raffigurante San Nicola di Bari, opera di Andrea Boscoli nel 1596. Su quello di sinistra è custodita una tela attribuita a Francesco Curradi, rappresentante i Santi Domenico e Caterina, aperta al centro e in cui era posta la Madonna col Bambino di Taddeo Gaddi, che in seguito è stata poi collocata nella cappella laterale a sinistra del presbiterio.

## Bibliografia

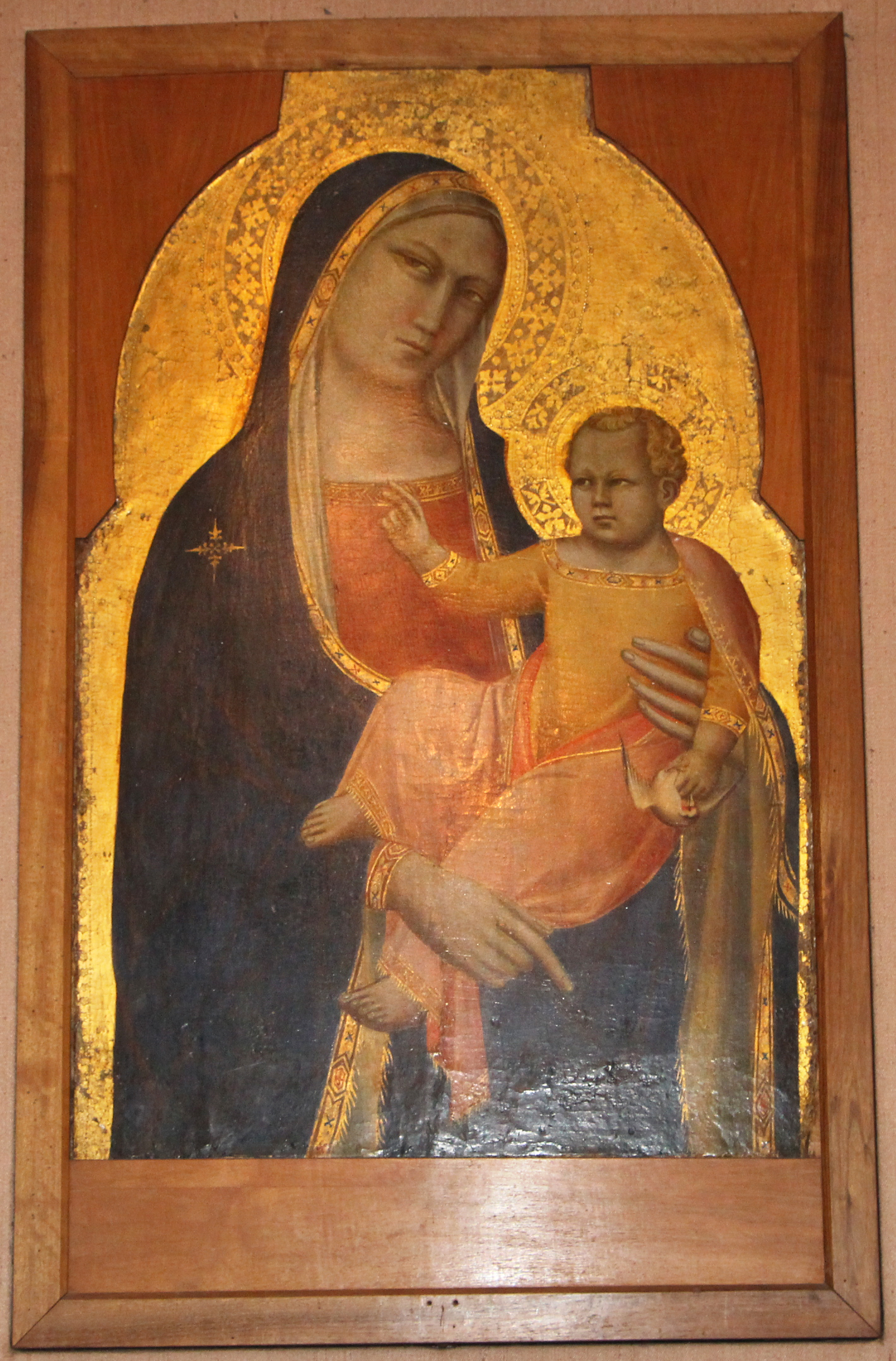
Madonna di Taddeo Gaddi